# Penisa leprosa
Penisa leprosa là một loài bướm đêm trong họ Noctuidae.